# Sematophyllum squarrosum
Sematophyllum squarrosum là một loài rêu trong họ Sematophyllaceae. Loài này được W.R. Buck mô tả khoa học đầu tiên năm 2003.